# Drömt
Drömt är ett studioalbum av Matti Bye, utgivet i oktober 2008 på Rotor Records.

## Låtlista
1. "Det var en gång"
2. "Uppbrott"
3. "Klosterhage"
4. "Midsommarnatt"
5. "Sömngångare"
6. "Storgatan 47"
7. "Dimma 05.30"
8. "Motvind"
9. "Drömt"

## Personal
- Andreas Berthling - electronica
- Björn Kusoffsky - formgivning
- Chrille Roth - mixning
- Ellekari Larsson - sång
- Ewa Rudling - formgivning
- Goran Kajfeš - trumpet, kornett
- Janne Hansson - ljudtekniker
- Jari Haapalainen - tamburin, kastanjetter
- Johan Berthling - dubbelbas, elbas, producent, arrangemang
- Lars Skoglund - trummor, timpani, marimba, vibrafon
- Lars Warnstad - viola
- Laura Naukkarinen - sång
- Leo Svensson - cello, såg
- Mikael Marin - viola
- Matti Bye - piano, tramporgel, hammondorgel, glockenspiel, elpiano, arrangemang
- Nicolai Dunger - sång
- Staffan Lundén-Welden - franskt horn
- Sören Malmborg - mastering
- Thomas Bodin - engelskt horn, oboe

## Mottagande
Skivan snittar på 3,8/5 på Kritiker.se, baserat på fyra recensioner. Dagens Industri skrev "Uppbackad av musiker som Goran Kajfes, Nicolai Dunger och Lars Skoglund (Laakso) har Matti Bye gjort ett av årets mest originella och vackraste album."

### Fotnoter
1. ↑  ”Drömt”. Discogs.com. http://www.discogs.com/Matti-Bye-Dr%C3%B6mt/release/2375303. Läst 23 januari 2012.
2. ↑  ”Drömt”. Kritiker.se. https://kritiker.se/skivor/matti-bye/dromt/. Läst 23 januari 2012.